# Berufsschullehrer (Schweiz)
Berufsschullehrpersonen sind Lehrkräfte, die in der beruflichen Grundbildung, der höheren Berufsbildung und der berufsorientierten Weiterbildung unterrichten. Sie müssen alle über eine fachliche, pädagogische und methodisch-didaktische Bildung verfügen. Darüber hinaus sind spezifische Voraussetzungen festgelegt, je nach Ausrichtung der Berufsbildungsverantwortlichkeit.
Gemäss schweizerischer Gesetzgebung gehören Lehrkräfte von Berufsfachschulen (dies der offizielle Begriff für die Schulen, die im Rahmen der beruflichen Grundbildung tätig sind) zusammen mit den Berufsbildnerinnen und Berufsbildnern zu den Berufsbildungsverantwortlichen. Der Bund erlässt gemäss Kapitel 6 des Berufsbildungsgesetzes Vorschriften über ihre Ausbildung.

## Verschiedene Richtungen
Nach ihrer Tätigkeit werden verschiedene Ausrichtungen unterschieden:
- Lehrpersonen für gewerblich-industrielle Berufsfachschulen
  - Berufsschullehrer allgemeinbildender Richtung (siehe auch ABU)
  - Berufsschullehrer Technischer Bereich
  - Berufsschullehrer berufskundlicher Richtung (Fachlehrer)
  - Turn- und Sportlehrer

- Lehrpersonen für kaufmännische Berufsfachschulen
  - Lehrperson für Wirtschaft und Gesellschaft (Handelslehrer)
  - Lehrperson für IKA (früher Bürofachlehrer)
  - Lehrperson für Sprachen
  - Turn- und Sportlehrer

- Lehrpersonen für die Berufsmaturität (Sprachen und alle Fächer gemäss der schweizerischen Berufsmaturitätsverordnung (BMV))

## Ausbildung
Wenn Personen bis dahin nebenamtlich an einer Berufsfachschule unterrichtet haben und diese Tätigkeit zu einem Hauptamt ausbauen möchten, haben sie einen zusätzlichen Studiengang zu absolvieren.

### Berufsschullehrer in allgemeinbildender und fachkundlicher Richtung
Ihre berufspädagogische Grundausbildung erhalten sie entweder am Eidgenössischen Hochschulinstitut für Berufsbildung (EHB) (ehemals Schweizerisches Institut für Berufspädagogik SIPB), an der Pädagogischen Hochschule Zürich (PH Zürich) oder an der Pädagogischen Hochschule St. Gallen (PHSG). An der PHZ Luzern wird in Kooperation mit der aeB Schweiz der Lehrgang in berufskundlicher Richtung angeboten.
Aufnahmebedingungen und Lehrbefähigung:
In der Regel gilt:
- Abschluss der höheren Berufsbildung (Berufsprüfung, Höhere Fachprüfung, Höhere Fachschule) oder einer Hochschule (Fachhochschule, Universität, ETH) im entsprechenden Lehrgebiet oder gleichwertige fachliche Qualifikation
- mind. 6 Monate betriebliche Erfahrung (je nach Fachrichtung bis zu 2 Jahre Berufspraxis)

Die Zulassungsbedingungen unterscheiden sich im Bezug auf die eingeschlagene Fachrichtung sowie zwischen den Ausbildungsstätten. Die Bildungsinstitute stellen z. T. zusätzliche Anforderungen. Über Details informieren die Bildungsinstitutionen. Es empfiehlt sich also die spezifischen Informationen unter den angefügten Links nachzuschlagen.
Die Bildungsverantwortlichen verfügen nach jedem Ausbildungsweg über eine Lehrbefähigung für die Sekundarstufe II, umfassend:
- berufspädagogische Bildung auf Hochschulstufe
- Fachbildung mit einem Abschluss auf Tertiärstufe
- betriebliche Erfahrung von mind. sechs Monaten

### Turn- und Sportlehrer
Sie erhalten ihre Ausbildung in der Regel an der Eidgenössischen Technischen Hochschule, ergänzt durch eine berufspädagogische Ausbildung an einer der beiden oben erwähnten Institutionen.

### Lehrpersonen von kaufmännischen Berufsfachschulen
Handelslehrer werden an Universitäten, an der Pädagogischen Hochschule Zürich (PH Zürich) oder am Eidgenössischen Hochschulinstitut für Berufsbildung (EHB) ausgebildet.
Für die fachliche Ausbildung der Lehrperson für IKA (IKA steht für Information-Kommunikation-Administration) gibt es keinen eigenen Studiengang, ihre berufspädagogische Ausbildung erhalten sie zusammen mit den Fachlehrern an der PH Zürich, am EHB und an der PHZ/aeB. Sie besuchen allerdings zusätzlich IKA-spezifische Fachdidaktik-Veranstaltungen.